# Clã Andō
Este artigo é sobre a família que governou o Domínio de Iwakidaira no Período Edo. Sobre a família que governou Tsugaru e Akita nos períodos Kamakura e Muromachi, consulte Clã Akita
O Clã Andō (安藤氏, Andō-shi) foi uma família samurai que serviu ao clã Tokugawa. No Período Edo, um ramo maior da família governou o Domínio de Iwakidaira.